# 우키시마 빈
우키시마 빈(일본어: 浮嶋 敏, 1967년 9월 4일~)는 일본의 축구 선수, 지도자이다.

## 구단 경력
1986년 닛산 팜에 입단하였다. 1991년 후지쯔에 입단하였다. 1995년후 현역 은퇴.

## 지도자 경력
2019년 8월 조귀재 감독을 대신해, 쇼난 벨마레의 감독으로 취임하였다.